# Religion au Maroc
 (30 mars 2016).
 (février 2015).
Si vous disposez d'ouvrages ou d'articles de référence ou si vous connaissez des sites web de qualité traitant du thème abordé ici, merci de compléter l'article en donnant les références utiles à sa vérifiabilité et en les liant à la section « Notes et références ».
Selon tous les textes constitutionnels du Maroc, l'« Islam est la religion de l'État, qui garantit à tous le libre exercice des cultes » ; le roi, qui possède le titre d'Amir Al Mouminine (« commandeur des croyants »), « veille au respect de l'Islam » ; et les dispositions constitutionnelles concernant cette religion ne peuvent être changées.

## Histoire des religions au Maroc

### Paganismes et religions d'avant l'islamisation
Pour la préhistoire du Maroc, les infimes restes de la culture des Guanches des îles Canaries pourrait témoigner de réalités berbères/libyques anciennes disparues sur le continent. L'étude comparée des sites rupestres en Afrique du Nord et particulièrement des sites d'art rupestre du Sahara est à même de valider diverses hypothèses.
À l'époque antique, les populations amazigh  du Maroc ont développé une mythologie et des croyances propres, fortement influencées par la mythologie égyptienne et carthaginoise : Libye antique, Libyens, Berbères/Imazighen, croyances berbères, tanewya, Dii Mauri, liste des villes au Maroc fondées par les Phéniciens, tribus du Maroc. 
Le Maroc a également eu une assez longue présence romaine au Nord comme l'atteste le site archéologique de Volubilis, la plus célèbre de cités romaines au Maroc (Banasa, Iulia Constantia Zilil (Assilah), Lixus, Melilla, Sala Colonia, Septem (Ceuta), Tamuda (Tétouan), Thamusida, Tingis/Tanger...). La religion de la Rome antique a concerné principalement la population romaine (commerçants, militaires, administrateurs) et marginalement une frange des populations locales de l'Afrique romaine. Il en va de même pour l'introduction du christianisme primitif au Maghreb, plus encore en Maurétanie tingitane.

### Judaisme
Historiquement il existe deux types de communautés juives au Maroc :
- les juifs imazighen dit « autochtones » de l'Atlas, de présence millénaire (sans doute dès la présence romaine), et de résidence urbaine, dans des villes comme Taroudant, Tinghir, Volubilis, ou Demnate ;
- les juifs venus d'Andalousie dit « Sefaradim », réfugiés au Maghreb après la persécution catholique suivant la Reconquista au XVIe siècle, et principalement installés dans des villes impériales comme Fès ou Meknès, mais aussi à Debdou par exemple.

Dans tous les cas, les juifs vivent un quartier dédié dans la ville appelé Mellah.
D'autres villes ont également eu un rôle important dans le développement de la communauté juive au Maroc comme Ouezzane, en tant que lieu de pèlerinage ou Essaouira comme seule ville du monde musulman ayant une majorité de population de confession juive jusqu'au XIXe siècle (environ 60 % de la population).
- Juifs berbères, Juifs arabes, Juifs Mizrahim, Séfarades, Megorachim, Tochavim
- Radhanites (Sus al-Aksa)
- Lycée Maïmonide (Casablanca)
- Fête de Mimouna
- Exode des Juifs des pays arabes et musulmans (après 1948)

### Islam
Avec la conquête musulmane du Maghreb (647-709) et la fin de l'exarchat de Carthage (591-698), l'islam au Maroc s'impose assez rapidement au VIIIe siècle sous le règne des Omeyyades. Les Idrissides (789-985) fondent un État qui s'oppose aux califats omeyyade puis abbasside et qui est défini comme chiite. Toutefois, l'État ne pousse pas à l'adoption des traditions chiites. Après le départ du Califat fatimide en 969 (et encore plus après la fin des Zirides), le chiisme perd de son importance dans la région et l'islam sunnite de rite malékite s'impose de manière majoritaire.
Le chiisme demeure toutefois présent avec certains prénoms donnés aux enfants ou la célébration de l'Achoura.
Des syncrétismes se développent avec les croyances locales comme les Berghouata dans le Tamesna.
Le Maroc a également été la terre du petit royaume chiite des Bajjalis à Taroudant au XIe siècle (vers 1030, et au mieux jusqu'en 1306). La troisième branche de l'islam est aussi présente dans l'histoire puisque les Zénètes ont été kharijites.
Depuis, l'islam marocain (majoritairement sunnite malékite) n'a pas fondamentalement changé, hormis un ancrage et une adaptation avec le temps aux particularismes sociaux marocains.

### Christianisme
Le Maroc a connu une période chrétienne entre le début de l'ère chrétienne et 700 environ et l’avènement de l'Islam.
Par la suite, le christianisme reste très sporadique. Ibn Khaldoun (au XIVe siècle) atteste la présence de chrétiens parmi les imazighen (Garawa et Nefusa, qui sont des Zénètes).
Pour l'époque moderne (1880-1956), et le Maroc précolonial, après la guerre franco-marocaine (1844), la guerre hispano-marocaine (1859-1860), la Conférence de Madrid de 1880, pendant le protectorat espagnol au Maroc (1912-1956) et le protectorat français au Maroc (1912-1956), le christianisme s'est imposé pour une minorité européenne.

## Répartition statistique des religions au Maroc
D'après une étude réalisée en 2012, la répartition des religions au Maroc 
 était la suivante :
Répartition religieuse au Maroc
- Islam (98,7 %)
- Athéisme ou aucune religion (1 %)
- Judaisme (0,2 %)
- Christianisme (0,1 %)

- Islam : 99 %
- Athéisme/Agnosticisme: 1%
- Christianisme : < 0,1 %
- Judaïsme : < 0,1 %

En 2019, une étude de la BBC suggère une baisse de la pratique religieuse au Maroc avec plus de 13 % s'identifiant comme non-religieux,. Une étude réalisée en 2022 observe un changement vis-à-vis de la religion : le nombre de personnes se déclarant non religieuses au sein de tous les groupes d’âges a diminué de 7 %.

## Islam (> 98% )

### Code civil et islam officiel
Le code du statut personnel (Moudawana) est le droit de la famille marocain codifié en 1958 sous le règne du roi Mohammed V. Ce code a été amendé une première fois en 1993 par Hassan II, puis révisé en février 2004 par le Parlement marocain et promulgué par le roi Mohammed VI le 10 octobre 2004. La Moudawana se réfère aux « véritables desseins et finalités de l’islam généreux et tolérant ».
L'école juridique sur laquelle se fonde l'islam marocain est l'école malékite, dont l'enseignement est obligatoire dans les établissements scolaires publics. L'école théologique sur laquelle se fonde l'islam marocain est l'école acharite, dont l'enseignement est devenu également obligatoire dans les mosquées et les écoles primaires à la suite de la propagation, du salafisme au sein du royaume du Maroc.

### Mouvements minoritaires
Il y a toujours eu au Maroc des mouvements musulmans minoritaires que ce soit soufi ou chiite.
Aujourd'hui et comme dans d'autres pays arabes traditionnellement sunnites, le chiisme se développe à nouveau. Il s'agit d'un courant clandestin, notamment parce qu'il s'agit d'une brèche dans la vision musulmane officielle incarné par l'islam sunnite de rite acharite/malékite. L'islam sunnite marocain, dans l'inspiration des Califes, mêle pouvoir temporel et spirituel. Dans le chiisme les deux pouvoirs sont séparés. Dans le cas du Maroc, la dynastie alaouite étant descendante de Mahomet, le chiisme ne remettrait en cause que le pouvoir temporel du Roi et non son pouvoir de commandeur des croyants.
Des articles sur le sujet apparaissent de temps en temps dans la presse marocaine, parfois sérieux, parfois présentant les chiites comme une menace pour l'islam marocain, au même titre que les chrétiens évangéliques, et dans une moindre mesure les baha'is.

### Particularités sociales

#### Leschérifiens(chorfas)
Le Maroc a par le passé donné des avantages à certains chorfas (exemption de taxes, etc.).
Les chorfas ont par ailleurs également fait figure d'autorités religieuses avec les Oulémas.
Fait quasi inexistant dans les autres pays sunnites (hors Maghreb), il s'agit notamment d'un héritage chiite présent depuis Idris Ier, descendant du Prophète et contestataire du pouvoir du califat abbasside.

#### Les confréries
Il existe de nombreuses confréries au Maroc dont les plus connues sont : La confrérie Qadirriyya Boutchichiyya (soufis) , Aïssawa, les Gharbawas, les Hamdouchias ou les Gnaouas.
Voir Tariqa (confréries soufies) notamment.

#### Les marabouts et croyances populaires
Voir Marabout (islam).

#### Débats sociétaux
Voir Islam au Maroc.

## Judaïsme (< 1% )

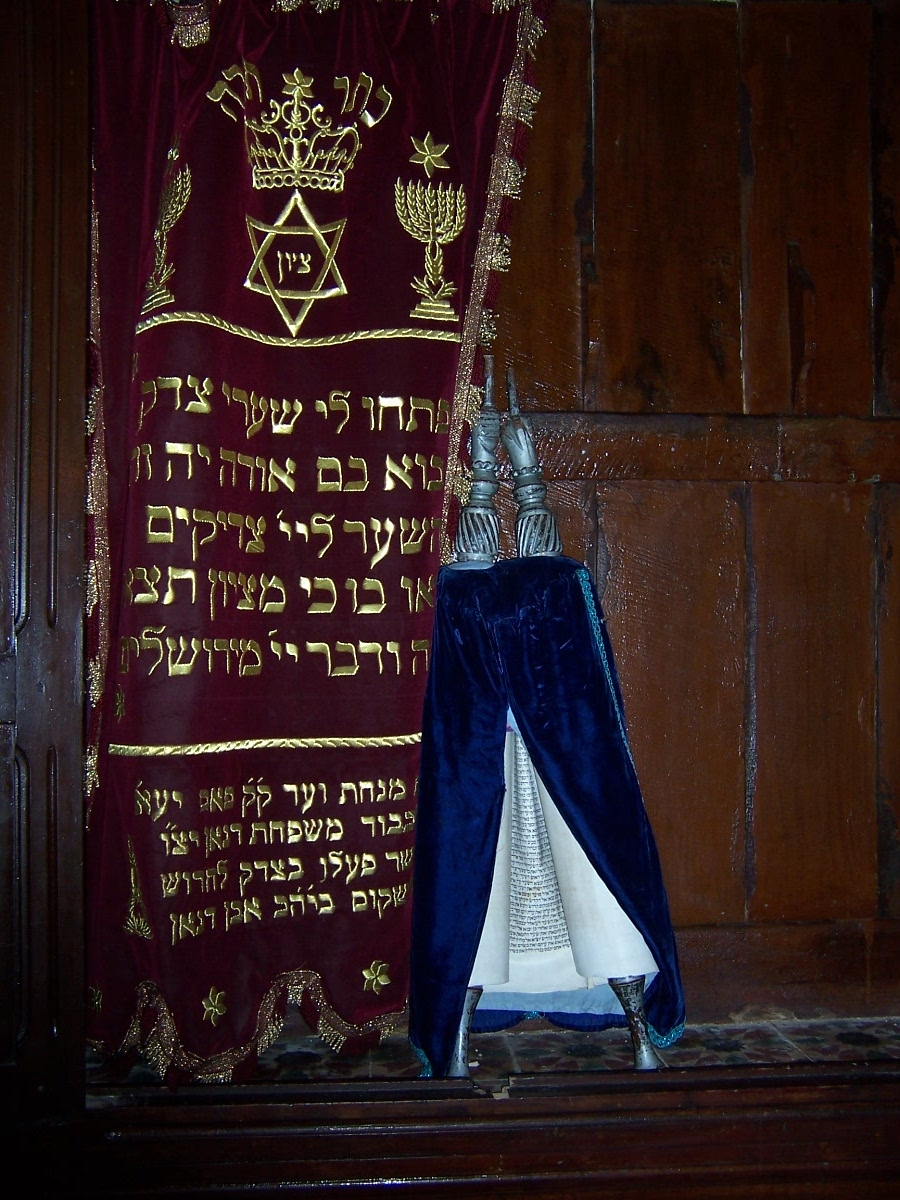
Une synagogue à Fès.

### Estimation démographique
Plus de 400 000 Juifs vivaient au Maroc vers 1946, représentant plus de 10 % de la population nationale.
Depuis la communauté juive du Maroc a émigré massivement vers Israël depuis l'indépendance, avec l'appui des mouvements sionistes à l’œuvre au Maroc dès le protectorat puis en recherche de main d’œuvre bon marché pour la construction du nouvel État après 1948.
Aujourd'hui on estime à environ 2 500 voire 3 000 Marocains de confession juive vivant au Maroc, principalement dans le Grand Casablanca.

### Reconnaissance sociale
L'État marocain, « soucieux de préserver les droits de ses fidèles sujets de confession juive », leur applique les dispositions du « statut personnel hébraïque marocain ».
Il existe de nombreuses synagogues au Maroc, essentiellement en activité à Casablanca. Toutefois, les principales synagogues historiques du Maroc sont la synagogue de Fès Abendanan (restaurée en 1999) et la synagogue Slat Alfassiyine (restaurée en 2013 et inaugurée par le premier Ministre Benkiran), le Temple Beth El à Casablanca, la synagogue Moshé Nahon à Tanger et la synagogue Salat Al Azama de Marrakech.
Les autorités ont également entrepris la restauration et la préservation des cimetières juifs afin de garder la mémoire du judaïsme marocain.

## Christianisme (< 1%)
On estime le nombre de chrétiens étrangers à 30 000.

### Courants présents et acceptation sociale

#### Église catholique
Le catholicisme au Maroc est structuré depuis des siècles, avec la présence constante au cours de l'histoire de prêtres français et espagnols.
Le Maroc se divise désormais en deux archidiocèses : l'Archidiocèse de Rabat et l'Archidiocèse de Tanger.

#### Église orthodoxe
L’église orthodoxe est minoritaire et ne rassemble guère que la minorité russe présente au Maroc. 
L'Église de la Résurrection-du-Christ de Rabat, établie en 1931-1932, par l'association "Église orthodoxe russe au Maroc" (1927).
Cependant, une paroisse orthodoxe marocaine est en cours de formation : aujourd'hui, la paroisse St Palladius compte une cinquantaine de fidèles, pour la plupart transfuges du mouvement "évangélique", jugé par eux non conforme au christianisme.

#### Église protestante
Également minoritaire, l’église protestante rassemble les communautés anglo-saxonnes du pays.

#### Mouvements évangéliques
On a vu apparaître ces dernières années un nombre grandissant de Marocains convertis au protestantisme évangélique. Alors que les missionnaires évangéliques sont souvent pointés du doigt, bon nombre des convertis marocains le sont plutôt du fait des chaînes évangéliques et des sites Internet en arabe. Ainsi, les Marocains sont, juste après les Égyptiens et les Algériens, les plus nombreux à demander des informations sur le christianisme par mail ou par téléphone. Le taux officiel de chrétiens affiché par le gouvernement est très largement remis en question, soulevant de nombreuses polémiques.

#### Acceptation sociale
La population chrétienne d'origine européenne, américaine, africaine, asiatique et moyen-orientales (Liban, Égypte) est très bien acceptée.
En revanche, la société a généralement du mal à accepter que des Marocains abandonnent l'islam pour le christianisme : apostasie. Ces communautés sont au mieux exclues socialement, sinon stigmatisées, en attestent les différentes arrestations et témoignages récents.
Les Marocains convertis n'ont pas (habituellement) accès aux églises officielles, qui selon le gouvernement marocain sont destinées aux personnes chrétiennes « d'origine », c'est-à-dire les étrangers.

### Personnalités marocaines chrétiennes notables
- Jean Mohamed Ben Abdejlil, prêtre catholique marocain, né à Fès en 1904, mort en 1979 à Villejuif.
- Frère Rachid, présentateur d'une chaîne chrétienne arabe Al Hayat TV (قناة الحياة), du nom de Rachid qui après sa conversion s'est fait exclure du foyer familial par ses parents à l'âge de 19 ans. Il présente une émission du nom de Daring Question (Question brûlante, ou Question osée) (سؤال جريء).

## Autres religions
- Foi baha'i au Maroc (en), (0,1 %, environ 33 000 adeptes
- Bouddhisme au Maroc (0,01 %, environ 3 000 adeptes
- Irréligion au Maroc (en)
- Liberté de religion au Maroc (en)
- Buda (folklore) (en) croyances érythréo-éthiopienne étendues à des régions berbères du Maroc